# Ледник Мушкетова
Ледни́к Мушке́това — долинный древовидный ледник в Центральном Тянь-Шане в Кыргызстане (Иссык-Кульская область), расположенный на северном склоне хребта Сарыджаз, в истоках реки Адыртор, левого притока реки Сарыджаз.
Длина ледника составляет 20,5 км, ширина — от 1 до 1,8 км. Площадь — 68,7 км². Область питания лежит в огромном цирке на высоте 4500—5500 м, фирновая линия — на высоте 4100 м. Язык ледника заканчивается на высоте 3440 м. Нижняя часть ледника на протяжении 5 км покрыта мореной. В 1957 году произошла резкая подвижка ледника: его язык продвинулся вниз по долине на расстояние 4,5 км. В настоящее время ледник отступает.
Ледник был назван в честь выдающегося русского исследователя Ивана Васильевича Мушкетова.